# プロテインホスファターゼ1

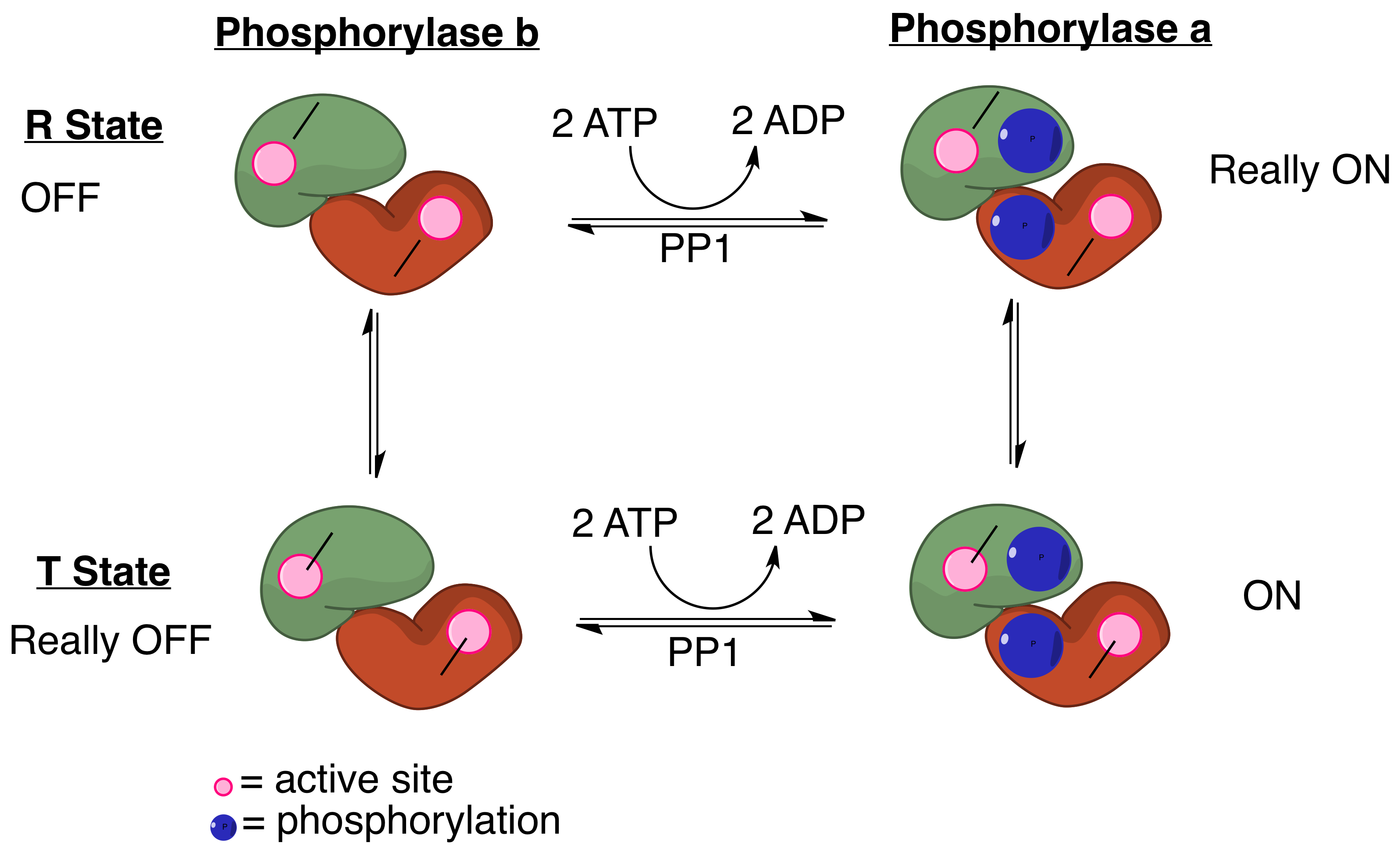
PP1はグリコーゲン代謝に関与しており、ホスホリラーゼaとbの間の相互変換を担う。

プロテインホスファターゼ1（英: protein phosphatase 1、略称: PP1）は、プロテインセリン/スレオニンホスファターゼと呼ばれるホスファターゼのクラスに属する。このタイプのホスファターゼには、金属依存性プロテインホスファターゼ（PPM）とアスパラギン酸ベースのホスファターゼが含まれる。PP1はグリコーゲン代謝の制御、筋収縮、神経活性、RNAのスプライシング、有糸分裂、アポトーシス、タンパク質合成、膜受容体とチャネルの調節に重要であることが知られている。

## 構造
PP1は触媒サブユニットと、少なくとも1つの調節サブユニットから構成される。触媒サブユニットは30 kDaの単一ドメインからなるタンパク質で、他の調節サブユニットと複合体を形成する。触媒サブユニットは全ての真核生物の間で高度に保存されており、そのため共通した触媒機構が存在することが示唆される。触媒サブユニットはさまざまな調節サブユニットと複合体を形成することができる。これらの調節サブユニットは、基質特異性や細胞内区画化に重要な役割を果たしている。一般的な調節サブユニットとしてはGM（PPP1R3A）やGL（PPP1R3B）があり、これらの名称は体内で作用する部位（それぞ筋肉'muscle'と肝臓'liver'）に由来している。出芽酵母Saccharomyces cerevisiaeでは1つの触媒サブユニットがコードされているのみであるが、哺乳類には3つの遺伝子にコードされる4つのアイソザイムが存在し、そのそれぞれが異なるセットの調節サブユニットと結合する。
PP1の触媒サブユニットはX線結晶構造解析による構造データが利用可能である。PP1の触媒サブユニットはα/βフォールドを形成し、中心部のβサンドイッチが2つのαヘリカルドメインの間に挟まれた配置となっている。βサンドイッチの3つのβシートの相互作用は触媒活性のためのチャネルを形成し、金属イオンの配位部位となっている。金属イオンはマンガンと鉄であることが同定されており、3つのヒスチジン、2つのアスパラギン酸、1つのアスパラギンがそれらに配位する。

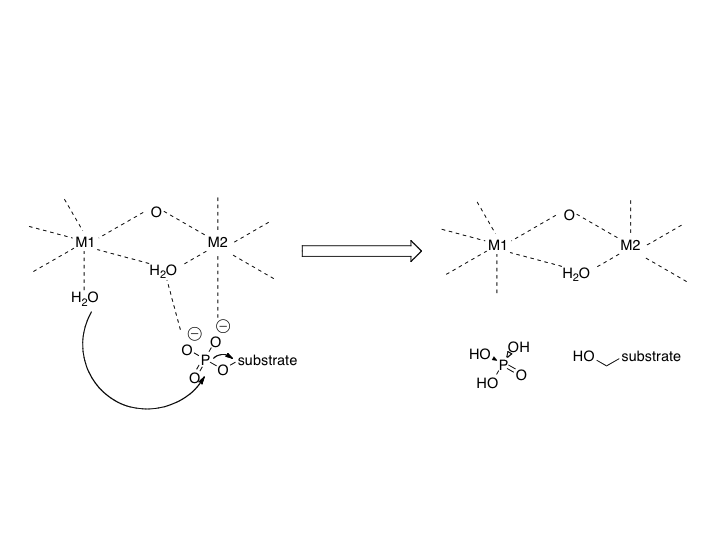
PP1の触媒機構には、2つの金属イオンと水分子が関与する。

### 機構
触媒機構は2つの金属イオンと水分子が関与し、水分子がリン原子に求核攻撃を開始する。

## 調節
PP1の潜在的阻害剤としては、下痢性貝毒で強力な発がんプロモーターであるオカダ酸、他にはミクロシスチンなどの天然に産生するさまざまな毒素が挙げられる。ミクロシスチンは藍藻によって産生される肝毒素で、PP1触媒サブユニット表面の3つの領域と相互作用する環状ヘプタペプチド構造を含んでいる。ミクロシスチンLR（MCLR）とPP1との複合体形成によって、MCLRの構造は変化しないが、PP1触媒サブユニットはTyr276とMCLRのMdha部位との立体障害を避けるために構造が変化する。

## 生物学的機能
PP1は肝臓での血糖値の調節とグリコーゲン代謝に重要な役割を果たしている。PP1はグリコーゲン代謝の相互調節に重要であり、グリコーゲンの分解と合成が反対方向に調節されるよう保証している。ホスホリラーゼaは肝細胞におけるグルコースセンサーとして機能する。グルコースレベルが低いときには、活性型であるR状態のホスホリラーゼaはPP1を強固に結合している。このホスホリラーゼaへの結合はPP1のホスファターゼ活性を阻害し、グリコーゲンホスホリラーゼを活性のあるリン酸化型構造に維持する。そのため、ホスホリラーゼaは適切なグルコースレベルが達成されるまでグリコーゲン分解を加速する。グルコース濃度が高くなりすぎると、ホスホリラーゼaは不活性なT状態へと変換される。ホスホリラーゼaのT状態への遷移によって、PP1は複合体から解離する。この解離によってグリコーゲンシンターゼは活性化され、ホスホリラーゼaはホスホリラーゼbへ変換される。ホスホリラーゼbはPP1を結合しないため、PP1の活性化状態が維持される。
筋肉がグリコーゲン分解やグルコース濃度の増加が必要であるというシグナルを発すると、それに従ってPP1は調節される。プロテインキナーゼAはPP1の活性を低下させることができる。GMのグリコーゲン結合領域がリン酸化されると、PP1の触媒サブユニットの解離が引き起こされる。触媒サブユニットの解離によって脱リン酸化活性は大きく低下する。また、他の基質がプロテインキナーゼAによってリン酸化され、PP1の触媒サブユニットに直接結合することで阻害を行う。

## 疾患との関係
アルツハイマー病では、神経細胞において微小管結合タンパク質の過剰なリン酸化によって微小管の重合が阻害される。アルツハイマー病患者の脳の灰白質と白質の双方において、PP1の活性が大きく低下していることが示されている。このことは、ホスファターゼの機能異常がアルツハイマー病に関係していることを示唆している。
PP1はHIV-1の転写の重要な調節因子として機能することが知られている。HIVのTatタンパク質はPP1を核へ標的化し、その後の相互作用はHIV-1の転写に重要であることが示されている。また、PP1はエボラウイルスの転写活性化因子VP30を脱リン酸化することでウイルスｍRNAの産生を可能にし、その病原性に寄与している。PP1の阻害によってVP30の脱リン酸化が妨げられ、その結果ウイルスmRNA、そしてウイルスタンパク質の合成が防がれる。しかしながら、ウイルスのLポリメラーゼはPP1によるVP30の脱リン酸化がなくともウイルスゲノムを複製することができる。
単純ヘルペスウイルスタンパク質ICP34.5はPP1を活性化し、ウイルス感染に対するストレス応答を克服する。プロテインキナーゼRはウイルスの二本鎖RNAによって活性化され、eIF2αと呼ばれるタンパク質をリン酸化しeIF2を不活性化する。eIF2は翻訳に必要であるため、細胞はeIF2の不活性化によって自身のタンパク質合成装置がウイルスに乗っ取られることを防ぐ。ヘルペスウイルスはこの防御機構に打ち勝つため、ICP34.5を進化させている。ICP34.5はPP1を活性化し、eIF2αを脱リン酸化することで翻訳を再び可能にする。ICP34.5はPP1の調節サブユニット15A/BのC末端の調節ドメインと共通した構造を持っている（InterPro: IPR019523）。

## サブユニット
PP1は多量体型酵素であり、次に挙げるサブユニットを含んでいる可能性がある。
- 触媒サブユニット: PPP1CA（英語版）、PPP1CB（英語版）、PPP1CC（英語版）
- 調節サブユニット1: PPP1R1A 、PPP1R1B（英語版）、PPP1R1C
- 調節サブユニット2: PPP1R2（英語版）
- 調節サブユニット3: PPP1R3A（英語版）、PPP1R3B、PPP1R3C（英語版）、PPP1R3D、PPP1R3E、PPP1R3F、PPP1R3AG（英語版）
- 調節サブユニット7: PPP1R7（英語版）
- 調節サブユニット8: PPP1R8（英語版）
- 調節サブユニット9: PPP1R9A（英語版）、PPP1R9B（英語版）
- 調節サブユニット10: PPP1R10（英語版）
- 調節サブユニット11: PPP1R11（英語版）
- 調節サブユニット12: PPP1R12A（英語版）、PPP1R12B（英語版）、PPP1R12C
- 調節サブユニット13: PPP1R13B（英語版）
- 調節サブユニット14: PPP1R14A（英語版）、PPP1R14B（英語版）、PPP1R14C（英語版）、PPP1R14D
- 調節サブユニット15: PPP1R15A（英語版）、PPP1R15B
- 調節サブユニット16: PPP1R16A 、PPP1R16B

上述した通り、触媒サブユニットは常に1つ以上の調節サブユニットと結合している。触媒サブユニットへ結合するコア配列モチーフは"RVxF"であるが、他の部位に結合する別のモチーフも利用される。一部の複合体は2つの調節サブユニットが結合していることが2002年と2007年に報告されている。